# Billy Death
William George Death (13 tháng 11 năm 1900 – 3 tháng 7 năm 1984) là một cầu thủ bóng đá người Anh của thập niên 1930. Sinh ra ở Rotherham, ông gia nhập Gillingham từ Exeter City năm 1930 và có 27 lần ra sân cho câu lạc bộ ở Football League, ghi 6 bàn thắng.  Ông rời đi để gia nhập Mansfield Town năm 1931.